# Solomon Northup
Solomon Northup (Minerva, Nueva York, 10 de julio de 1808-después de 1863) fue un violinista y abolicionista estadounidense negro que nació libre y adquirió renombre por ser secuestrado en 1841, cuando acudía a una entrevista de trabajo.
Mientras acompañaba a sus supuestos empleadores al Distrito de Columbia, estos lo narcotizaron y vendieron como esclavo. Fue trasladado a Nueva Orleans y entregado al dueño de una plantación de la Parroquia de Rapides, en Luisiana, donde comenzó un periodo de cautiverio que duró doce años, hasta que se ganó su libertad en 1853. Fue uno de los pocos secuestrados esclavizados que consiguió su libertad. Mientras trabajaba para diferentes dueños en la región del Río Rojo (Misisipi), consiguió tener noticias de su familia, que contactó con amigos y acudió a pedir ayuda al gobernador de Nueva York, Washington Hunt, gracias al cual consiguió su libertad el 3 de enero de 1853. En 1840, el estado de Nueva York había aprobado una ley para ofrecer asistencia legal y financiera con la finalidad de recuperar a cualquier ciudadano afroamericano que hubiera sido secuestrado y esclavizado. 
Northup demandó a los comerciantes de esclavos en Washington D. C. pero perdió el caso, pues la ley del distrito de Columbia prohibía que los negros testificaran contra los blancos. Sus dos secuestradores fueron acusados de secuestro e ingresaron en prisión con una fianza de cinco mil dólares, pero sin el testimonio de Northup no se les pudo acusar en firme y fueron puestos en libertad. Una vez que regresó con su familia a Nueva York, Solomon Northup se convirtió en un activo defensor de la abolición de la esclavitud y publicó un relato de su experiencia titulado 12 años de esclavitud (1853). Existen registros de haber visitado al hijo de un ministro metodista en Vermont, en 1866, con quien había ayudado a esclavos fugitivos. Pero, en el censo de 1875 del estado de Nueva York, Anne Northup aparece como viuda. 
Las memorias de Solomon Northup se reimprimieron varias veces a fines del siglo XIX y en 1968 Sue Eakin y Joseph Logsdon publicaron una versión anotada. Desde 1999 Saratoga Springs celebra anualmente el Día de Solomon Northup. En 2013 las memorias de Northup fueron adaptadas al cine en la película 12 Years a Slave, producida y dirigida por Steve McQueen y protagonizada por Chiwetel Ejiofor en el papel protagonista.

## Biografía
Su padre, Mintus Northup, fue un esclavo afroamericano que pasó la primera parte de su vida al servicio de la familia Northup. Era originario de Rhode Island y a continuación vivió en Hoosick, condado de Rensselaer, en el estado de Nueva York. Su hijo Solomon nació en Minerva en libertad.
El día de Navidad de 1829, Solomon Northup desposó a Anne Hampton y tuvo con ella tres hijos: Elizabeth, Margaret y Alonzo. En abril de 1841, atraído por una falsa promesa de trabajo, Solomon fue secuestrado; los papeles que atestiguaban su condición de libre le fueron arrebatados y fue encadenado y encerrado en la bodega de Yellow House, una de las numerosas ergástulas del Distrito de Columbia donde se reunía a los esclavos para ser vendidos al mejor postor.
Desde allí fue trasladado a Nueva Orleans, donde fue vendido a diversos dueños, el último un propietario de una plantación de algodón, en la parroquia de Red River, Grand Bayou (Luisiana), sufriendo todo tipo de vejaciones, palizas y torturas. Tras 12 años de cautiverio recuperó su libertad en enero de 1853, siendo uno de los pocos que pudieron hacerlo de este tipo de secuestros. Logró restablecer contacto con su familia con la ayuda del abolicionista canadiense Samuel Bass y el apoyo del gobernador del estado de Nueva York, que había aprobado una ley en 1840 para suministrar asistencia legal y económica para recuperar a los afroamericanos residentes que fueran secuestrados y vendidos como esclavos. Northup demandó a los comerciantes de esclavos en Washington D. C., pero perdió en esa corte local, cuya ley prohibía que un hombre negro testificara contra hombres blancos; sin poder aportar su testimonio, no podía demandarlos por daños civiles. No obstante, ambos hombres fueron acusados del delito de secuestro y puestos bajo prisión preventiva, pero después fueron puestos en libertad. 
De regreso con su familia en Nueva York, Northup se convirtió en una activa figura del abolicionismo y publicó una narración de sus experiencias en fecha tan temprana como fue su primer año de libertad, 1853. Asimismo dio al menos dos docenas de conferencias en todo el noreste del país, e incluso en Canadá, sobre sus experiencias como esclavo, con el fin de apoyar esta causa. Tras su vuelta a la libertad se dedicó a trabajar como carpintero y las circunstancias de su muerte o supuesta desaparición por secuestro o asesinato son hoy inciertas.

## Obra
Su libro se tituló 12 años de esclavitud (Twelve Years as a Slave, 1853) y fue compuesto en tres meses con ayuda de un escritor abolicionista, ya que los esclavos de su época no podían recibir educación sino muy excepcionalmente y no sabían leer ni escribir. En poco tiempo se vendieron treinta mil ejemplares y fue varias veces reimpreso durante el siglo XIX, especialmente durante la Guerra de Secesión; siendo hoy de dominio público, está disponible en los proyectos Gutenberg y Google Books. Una versión anotada se publicó en 1968 a cargo de Sue Eakin y Joseph Logsdo con abundante aparato crítico y desde entonces se han valorado muy positivamente las dotes de observación del autor. Desde 1999, Saratoga Springs (Nueva York), celebra un día anual de Solomon Northup. El libro de memorias fue adaptado y producido en 2013 como película dirigida y producida por Steve McQueen, protagonizada por Chiwetel Ejiofor como Northup, por el que ganó un BAFTA al mejor actor.